# 天府事変
天府事変（てんぷじへん、ティェン フー シービィェン、英: CD Rev, Chengdu Revolution）は、中国のラップグループ。2015年結成。
グループ名の「天府」は、出身地である四川省の州都・成都（Chengdu）周辺を指している。

## 概要
中国政府と密接な関わりがあり、愛国的なラップを歌う国家主義的な活動で知られているヒップホップグループ。メンバーは、ワン"チャッキー"ジシン、リー"ピシー"イージェ、タン"N.O.G."ユンウェン、ルオ"ロイ"ジンフイの4人。
習近平党総書記が掲げる世界における中国の国家主義的ビジョンとも重なる「紅色力量（Force of Red）」 や「這就是中国（This is China）」 といった楽曲を発表し、ファンや中国共産主義青年団からの支持を得ている。グループは政府の宣伝関連機関に広くつながりを持ち、アイデアを交換するため当局者からよく食事に招待され、そのお返しとしてメンバーはより健全な活動内容を求める政府の意向に沿うよう行動を改めているという。その一方でネット上では、故毛沢東党主席を称賛する同グループの曲は約150万人が命を落としたとも言われる文化大革命を美化しているという批判や、同グループを政府から金をもらって愛国的なコメントをネット上に投稿する集団「五毛党（五毛は約55円）」と呼び、宣伝マシーンだとして揶揄する意見も見られる。
2018年12月に米国のラッパーのリル・ポンプがInstagramにNBAの中国人元スター選手の姚明に言及した人種差別的な歌詞を含む歌に合わせて目を細めるしぐさをする動画を投稿した際には、リル・ポンプを侮辱するタイトルの曲で反撃した。
2019年の香港のデモにおいては、「外国のスパイを街から追い出せ」と歌う彼らのミュージック・ビデオを中国国営メディアが国内外のソーシャルメディアアカウントに掲載した。

## メンバー
- 王 梓鑫 (Wang "Chuckie" Zixin)
- 李 毅傑 (Li "Pissy" Yijie)
- 羅 錦輝 (Tan "N.O.G." Yunwen)
- 譚 鈞文 (Luo "Roy" Jinhui)